# Piqueria
Piqueria es un género de fanerógamas perteneciente a la familia de las asteráceas. Comprende 9 especies descritas y de estas, solo 5 aceptadas. Es originario de Sudamérica.

## Taxonomía
El género fue descrito por Antonio José de Cavanilles y publicado en Icones et Descriptiones Plantarum 3(1): 18. 1794[1795]. La especie tipo es: Piqueria trinervia Cav.

## Especies aceptadas
A continuación se brinda un listado de las especies del género Piqueria aceptadas hasta junio de 2012, ordenadas alfabéticamente. Para cada una se indica el nombre binomial seguido del autor, abreviado según las convenciones y usos.
- Piqueria glandulosa B.L.Turner
- Piqueria laxiflora B.L.Rob. & Seaton
- Piqueria pilosa Kunth
- Piqueria serrata A.Gray
- Piqueria triflora Hemsl.
- Piqueria trinervia Cav.
- Piqueria trinervis Cav.